# Estádio Municipal Félix Guisard
O Estádio Municipal Félix Guisard é um local de prática esportiva localizada no município de Taubaté, interior de São Paulo, Brasil. Foi inaugurado no dia 4 de dezembro de 1943.

## História
A construção do estádio surgiu por parte da CTI (Companhia Taubaté Industrial), maior indústria instalada no município e uma das mais importantes do Brasil no segmento de tecidos. A direção da empresa lançou o projeto no dia 18 de outubro de 1941, com a confirmação que a execução das obras seria em um terreno da própria Companhia localizada na Rua Quiririm e o lançamento da pedra fundamental.
O projeto foi idealizado por Raul Guisard. Já o projeto arquitetônico foi elaborado pelo arquiteto da Diretoria de Esportes do Estado de São Paulo, Ícaro de Castro Mello, que elaborou, entre outros projetos, o Ginásio do Ibirapuera. Nas palavras de Raul, o estádio contaria com "as características de resistência, altura, harmonia e beleza necessárias à grande obra".
Os trabalhos seguiram durante o ano de 1942, prosseguiam os trabalhos da construção do “Estádio Félix Guisard” sendo o fechamento do terreno terminado e já se delineando as características de resistência, altura, harmonia e beleza necessárias à grande obra. As festividades da inauguração do local aconteceram entre os dias 4 e 5 de dezembro de 1943. Vários eventos esportivos e sociais aconteceram no estádio, sendo a primeira partida de futebol foram entre equipes formados por funcionários da Fábrica Velha e da Fábrica Nova da CTI. A vitória foi da Fábrica Nova por 4 a 2.
O local foi a casa do CTI Clube, agremiação esportiva que reuniu os funcionários da Companhia e que recebeu partidas de futebol do clube nas disputas do Campeonato Amador de Futebol de Taubaté e do Campeonato Amador do Interior. O estádio também recebeu as partidas do então renomeado Clube Atlético Ceteiense no futebol profissional, com as participações no Campeonato Paulista da Segunda Divisão de 1952 e da Campeonato Paulista da Terceira Divisão de 1954.

### Municipalização
As crescentes dificuldades que a CTI apresentou a partir do fim da participação acionária da Família Guisard e a entrada do grupo Nova América no comando administrativo da empresa levou o Ceteiense a passar por problemas, o que culminou na desativação do clube em 1983. Com o fim da empresa, o estádio foi incorporado ao patrimônio público de Taubaté e ficou sob responsabilidade da Prefeitura de Taubaté. [carece de fontes?]

## Eventos esportivos
O estádio é palco de treinamentos e competições das mais diversas modalidades. O local recebe jogos do futebol amador taubateano, futebol americano e rugby. Também é sede das partidas do time feminino do Esporte Clube Taubaté. O local ainda recebeu provas dos Jogos Regionais realizados no município em 1985, 1999, 2010 e 2015.